# Стеценко Анатолій Іванович (футболіст)
Анатолій Іванович Стеценко (нар. 1913, Харків, Російська імперія — пом. невідома) — радянський український футболіст, воротар.

## Життєпис
Народився 1913 року в Харкові.
Розпочав кар'єру у харківських командах СіМ та «Динамо» (Харків). У 1935 році представляв збірну Харкова у чемпіонаті СРСР серед збірних міст та чемпіонаті УРСР серед збірних міст. У 1938 році став першим харківським воротарем, хто зумів відбити пенальті у вищій радянській лізі, це сталося у матчі харківського «Сільмашу» з московським «Динамо», за 19 хвилин до завершення поєдинку Стеценко у стрибку парирував потужний удар Сергія Ільїна у кут, в підсумку Харків переміг з рахунком 1:0.
У сезоні 1940 був запрошений в ЦБЧА за який зіграв один повний матч з тбіліським «Динамо» і один тайм з «Динамо» московським (замінив Никанорова, який пропустив 4 м'ячі), пропустив у цих поєдинках 2 м'ячі. У сезоні 1941 року перебував у заявці команди, але в офіційних матчах не грав
У 1943 році почав грати у складі московського «Динамо-2», ця команда формувалася на базі довоєнного складу мінського «Динамо» (включаючи таких відомих гравців як Олександр Малявкін та Леонід Соловйов). У 1945 році на базі цієї команди тренером Євгеном Єлисєєвим було відроджено мінське «Динамо», у цьому клубі Стеценко грав до 1946 року. Причому, оскільки Мінськ був зруйнований у ході бойових дій, команда жила в Москві, а до Мінська приїжджала на матчі на стадіон «Спартак» (основний стадіон «Динамо» також було зруйновано).
У 1947 році Стеценка запросили разом з іншими мінськими динамівцями (наприклад, Владиславом Радзишевським) до нової команди «Торпедо» (Мінськ). Команда представляла Мінський тракторний завод, причому почала грати до відкриття заводу, під час будівництва. Стеценко провів у команді один сезон, під час якого вона виграла міські та республіканські змагання.